# タレント (鉄道車両)
タレント (Talent) は、ドイツ・アーヘンのタルボット車両工場社（Waggonfabrik Talbot）が開発した中近距離向けの気動車/電車である。「タレント」とはTALbot LEichter Nahverkehrs Triebwagen （タルボット軽量近郊動力車両）を短縮したものである。
ボンバルディア・トランスポーテーションが開発して2008年から生産する中近距離向けの電車「タレント2 (Talent 2) 」はこの車両の後継モデルである。

## 概要
連節式で、1編成あたり2 - 4両で組成される。編成両端の台車のみ、動軸である。
各地域の輸送実情に応じるため、その仕様は多岐に渡っている。たとえば、床形状は、高床車と部分低床車がある。気動車の変速方式は機械式、液体式、電気式がそれぞれ存在する。そのほか振り子式が用意されている。複数の編成を増結することで輸送増にも対応できる。
車体はアレクサンダー・ノイマイスターがデザインした。先頭車は流線形である。各車片側1 - 2箇所の客用扉を備える。
車内は固定式クロスシートのものが多い。高床車の場合、床は完全にフラットになる。一方、部分低床車（レールからの床高さが590 mm）の場合、両端の動力台車部分より前側と連節部の床の高さが若干高くなるが車両間の移動には差し支えない。

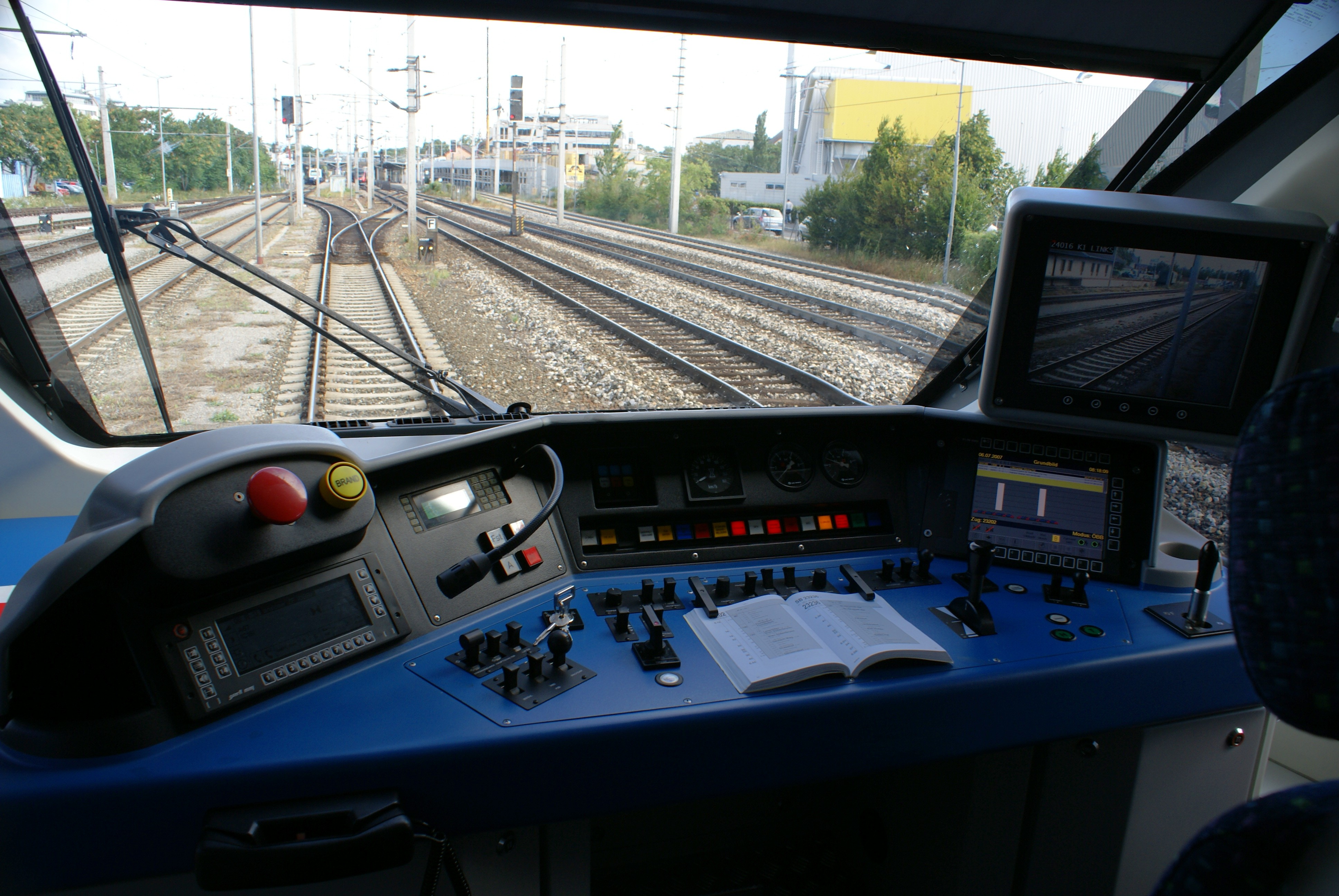
運転席 (オーストリア連邦鉄道4024形)
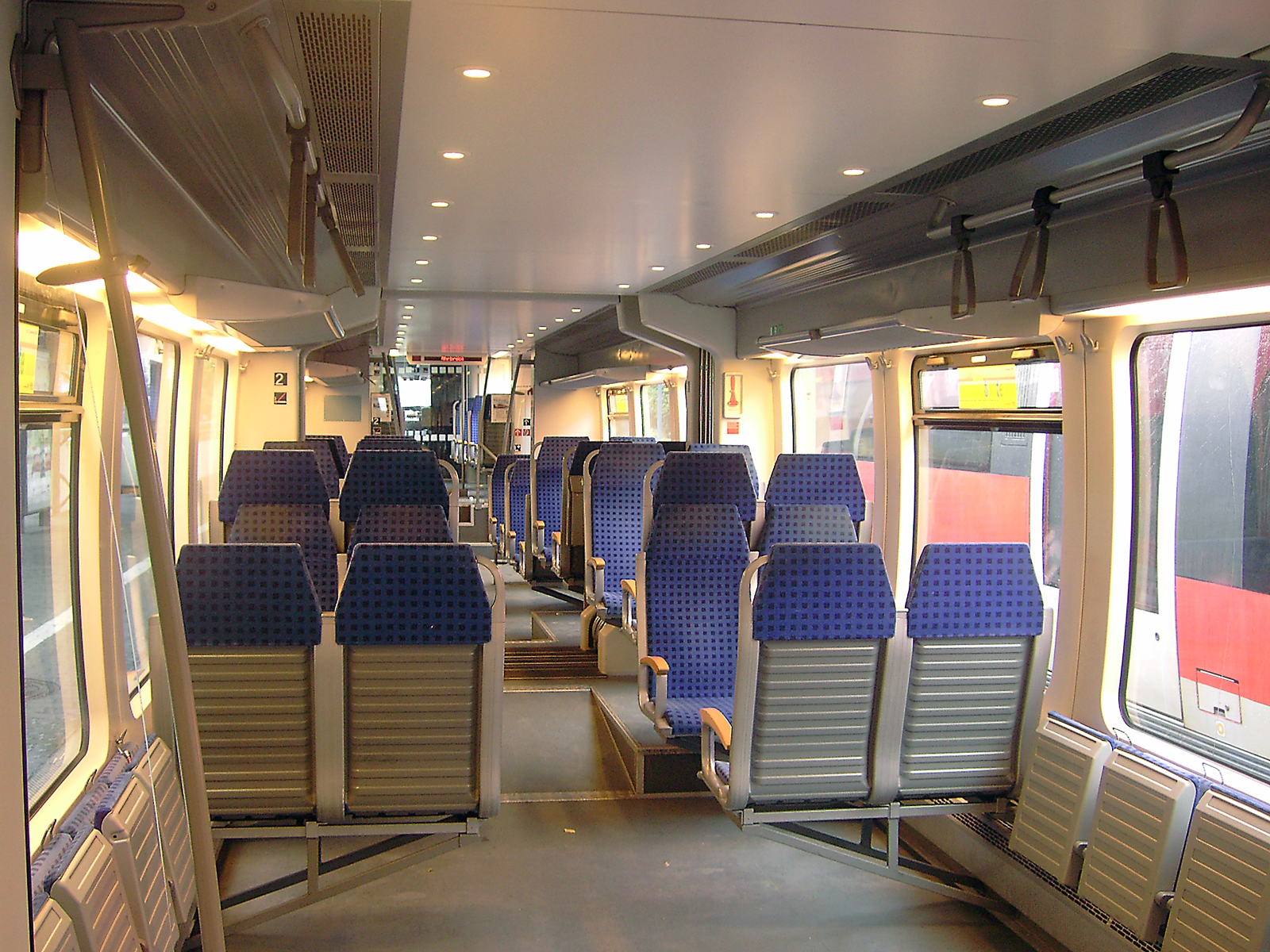
ドイツ鉄道のTalent車内
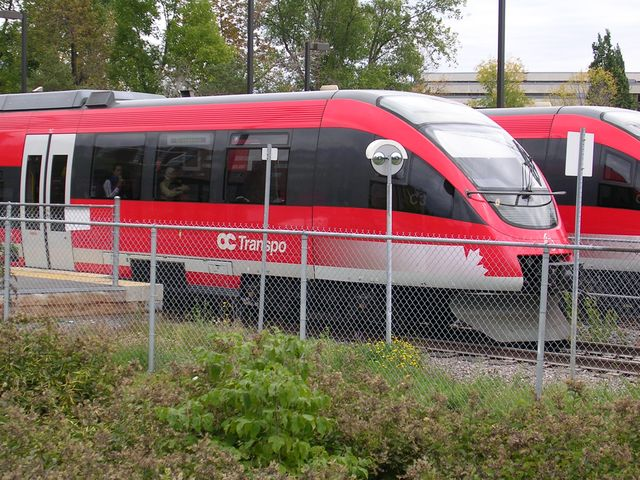
カナダ・オタワのO-trainの例

## 採用例
1994年に試作車が製造され、1996年から運行を開始した。その後、ドイツ、オーストリア、ノルウェー等各地で採用されている。
- ドイツ
  - ドイツ鉄道（DB Regio）　643形、644形（電気式気動車、3車体、部分低床車）
    - DB Regio NRW
    - DB Regio Südwest
    - DB Regio Westfalen
    - Euregiobahn

  - Connex (Veolia Verkehr)
    - Nord-Ostsee-Bahn
    - ノルトヴェストバーン
    - Niederbarnimer Eisenbahn
    - Ostmecklenburgische Eisenbahn
    - Bayerische Oberlandbahn

  - ユーロバーン (Rhenus Keolis)
  - PE アリーヴァ
  - レギオバーン
- オーストリア
  - オーストリア連邦鉄道(ÖBB)
- カナダ
  - O-Train[2]
- ノルウェー
  - ノルウェー国鉄（振り子式の2両編成15本が稼働中）
    - ヌールラン線
    - ラウマ線
    - レーロース線
- ハンガリー
  - ハンガリー国鉄 （10編成を導入予定）
- スロバキア
  - スロバキアRegioJet（9を整理するために導入される予定）